# Under a Violet Moon
Albums de Blackmore's Night
Shadow of the moon
(1997) Fires at Midnight
(2001)
Under a Violet Moon est le deuxième album studio du groupe Blackmore's Night, sorti le 25 mai 1999. Il remporte le prix New Age Voice du meilleur album vocal de l'année.

## Analyse des titres
Ce deuxième opus est baigné d’ambiances tantôt moyenâgeuses, celtiques pour leur grandeur majorité tout en incluant des mélodies hispanisantes, orientales ou encore classiques.
Comme sur le premier album, le groupe reprend un air traditionnel écrit par le roi Henry VIII : Past Time with Good Company. Catherine Howard Fate fait également allusion à ce dernier puisque son titre est en hommage à la cinquième et avant-dernière épouse du roi anglais.
Après une introduction dans le style western, Gone With The Wind est une adaptation de l'air traditionnel russe Polyushko-polye (Plaine, ma plaine), partie chorale de la 4e symphonie du compositeur soviétique Lev Knipper, et rendue populaire par les Choeurs de l'Armée rouge.
March the Heroes Home est un arrangement d'un air traditionnel du compositeur allemand Michael Praetorius.
Après Durch den Wald zum Bach, titre instrumental à la guitare acoustique dont le titre est un jeu de mots (à travers la forêt jusqu'au ruisseau ou jusqu'à Bach), Now and Then utilise le début du célèbre prélude n°1 en do majeur de Jean-Sébastien Bach.
Enfin, Self Portrait est une reprise du titre figurant sur Ritchie Blackmore's Rainbow, le premier album de Rainbow, ancien groupe de Ritchie Blackmore.

## Liste des titres
| No  | Titre                                                                                                  | Auteur                                         | Durée |
| --- | --- | ---------------------------------------------- | ----- |
| 1.  | Under a Violet Moon                                                                                    | Ritchie Blackmore, Candice Night               | 4:23  |
| 2.  | Castles and Dreams                                                                                     | Blackmore, Night                               | 3:33  |
| 3.  | Past Time with Good Company                                                                            | trad. par le roi Henry VIII                    | 3:24  |
| 4.  | Morning Star                                                                                           | Blackmore, Night                               | 4:41  |
| 5.  | Avalon                                                                                                 | trad.                                          | 3:03  |
| 6.  | Possum Goes to Prague (Instrumental)                                                                   | Blackmore                                      | 1:13  |
| 7.  | Wind in the Willows (avec John Ford au chant)                                                          | Alan Bell                                      | 4:12  |
| 8.  | Gone with the Wind (Inclut Polyushko-polye par Lev Knipper, un air traditionnel russe des années 1930) | Blackmore, Knipper, Night                      | 5:24  |
| 9.  | Beyond the Sunset (Instrumental)                                                                       | Blackmore                                      | 3:45  |
| 10. | March the Heroes Home                                                                                  | trad. par Michael Praetorius, Blackmore, Night | 4:39  |
| 11. | Spanish Nights (I Remember It Well)                                                                    | trad.                                          | 5:23  |
| 12. | Catherine Howard's Fate                                                                                | Blackmore, Night                               | 2:34  |
| 13. | Fool's Gold                                                                                            | Blackmore, Night                               | 3:32  |
| 14. | Durch den Wald zum Bach Haus (Instrumental)                                                            | Blackmore                                      | 2:31  |
| 15. | Now and Then (inclut le Prélude en do de J.S. Bach)                                                    | Night                                          | 3:11  |
| 16. | Self Portrait (reprise de Rainbow)                                                                     | Blackmore, Ronnie James Dio                    | 3:19  |

## Musiciens
- Ritchie Blackmore : guitares, mandoline, basse, batterie Renaissance, tambourin
- Candice Night : chant, pennywhistle
- Kevin Dunne : batterie
- Mark Pender : trompette
- Monsieur et Madame Heller -:vielle à roue
- Scott Hazell, Sue Goehringer, John Gould, Trish : chœurs

### Musiciens additionnels
A noter la présence sur certains titres du claviériste suédois Jens Johansson (Stratovarius, Yngwie Malmsteen) qui en 2015 fera partie du groupe Rainbow reformé.
- John Ford : voix, basse sur 7, deuxième voix sur 1 et 10
- Miri Ben-Ari : violon sur 4 et 11
- Peter Rooth : basse sur 1 et 16, programmation de batterie sur 7 et 8
- Mick Cervino : basse additionnelle sur 4
- Mike Goldberg : tambour militaire sur 3
- Adam Forgione : claviers additionnel sur 4
- Jens Johansson : claviers sur 1,4, 7 et 15
- Jeff Glixman, Roy McDonald : claviers additionnels
- Jason Chapman : trompette et bugle sur 8
- Thomas Roth : cornemuse, chœurs sur 10
- Albert Danneman -:cornemuse, chœurs sur 10
- Albrecht Schmidt-Reinthaler : clavecin sur 10
- Jost Pogrzeba : percussions sur 10
- Christof Heus : trompette sur 10
- Adolf Lehnberger : trombone sur 10
- Gell Spitz : trompette sur 10
- Rolf Spitz : trombone sur 10

## Classements
| An   | Pays      | Position |
| ---- | --------- | -------- |
| 1999 | Japon     | 13       |
| 1999 | Allemagne | 20       |

## Pochette
L'image de couverture de l'album est inspirée d'une rue de la vieille ville allemande de Rothenburg ob der Tauber

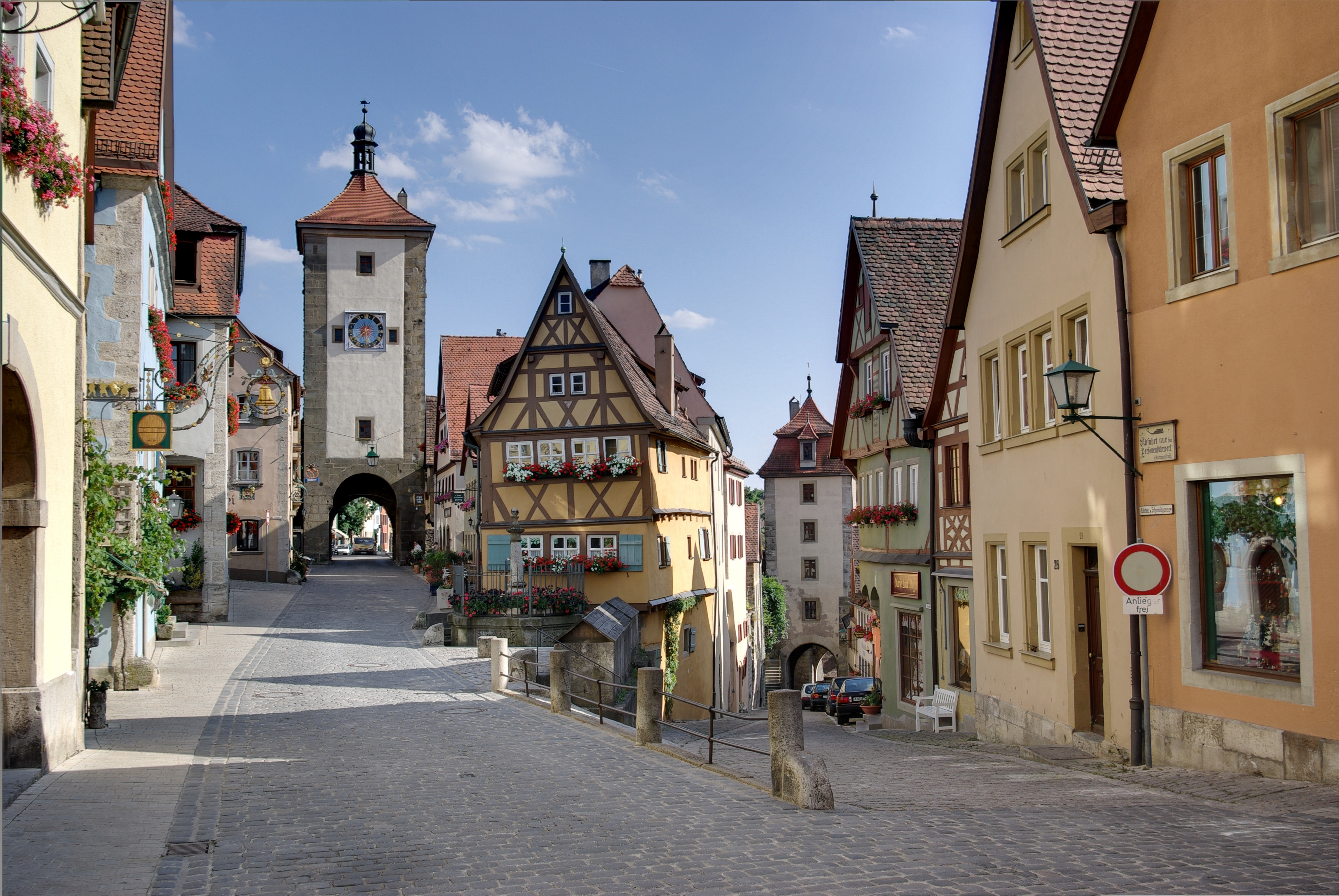
Rothenburg ob der Tauber en 2008